# Rafael María Fabretto
Rafael María Fabretto Michieli (Vicenza, 1920 - Managua, 1990) más conocido como «El Padre Fabretto» fue en sacerdote salesiano que llegó a Nicaragua en 1948 y se dedicó a la misión con niños y jóvenes de la zona de San José de Cusmapa.

## Biografía
Rafael María Fabretto Michieli nace el 8 de julio de 1920, en la ciudad de Vicenza, Italia. El año de 1948 parte de la ciudad de Venecia hacía Nicaragua. A partir de 1953 llega a la zona norte del país donde comienza su labor misionera con la fundación de diferentes centros para atención de niños pobres de Somoto. Establece el segundo oratorio en la comunidad indígena El Carrizal -hoy municipio de Cusmapa-. El año 1954 regresa a El Carrizal y comienza la fundación de la actual comunidad urbana de San José de Cusmapa.

### Obras
En la labor de fundación el religioso fundó una cooperativa para los pobladores, un comisariato y promovió la construcción de once kilómetros de camino para unir la comunidad de Las Sabanas, todo ello promovido con el esfuerzo de la comunidad. El año de 1962 logra que el gobierno funde el municipio de San José de Cusmapa durante el mandato del liberal Luis Somoza Debayle.
Además de la fundación de centros en Somoto y Cusmapa, el Padre Fabretto fundó centros en Las Sabanas (1963), San Isidro de Bolas (1973) y en la ciudad de Estelí (1977).

### Muerte
Muere el 22 de marzo de 1990 en la ciudad de Managua. Sus restos fueron trasladados a San José de Cusmapa y enterrados en el templo católico de la comunidad. 

## Legado
Tras su muerte se estructuró la Fundación Fabretto que trabaja de forma estructurada en la atención a niños y adolescentes en riesgo social. La misma cuenta con la Asociación Familia Padre Fabretto radicada en Nicaragua, Fabretto Children’s Foundation en Estados Unidos, Fundación Fabretto en España y Fabretto UK Charitable Trust en Reino Unido, las oficinas de Estados Unidos y Europa se dedican a la recaudación de fondos económicos para llevar a cabo los programas de los centros de Nicaragua, donde tienen presencia en ocho departamentos del país.
Además de la fundación, existen en San José de Cusmapa otras entidades de índole social que llevan su nombre como la «Cooperativa de Servicios Múltiples, R.L. “Reverendo Rafael María Fabretto Michelli”», que se remonta al año de 1986 que a través de la cooperación sueca se capacitan en carpintería y artesanía.

## Olor de Santidad
La vida y obras del Padre Fabretto le han merecido que su memoria se mantenga viva en las comunidades donde aun existen los centros fundados por él. 
La comunidad de San José de Cusmapa y aledaños, peregrinan cada 22 de marzo hacía el templo donde fue sepultado para recordarlo con actividades culturales y eucaristía.